# Сметанін Микола Степанович
Микола Степанович Сметанін (25 березня 1905, місто Санкт-Петербург, тепер Російська Федерація — 5 вересня 1978, місто Москва, Російська Федерація) — радянський діяч, зачинатель стахановського руху в шкіряно-взуттєвій промисловості. Депутат Верховної Ради РРФСР 1-го скликання. Депутат Верховної Ради СРСР 1-го скликання. Герой Соціалістичної Праці (22.09.1975).

## Біографія
Народився в робітничій родині. З десятирічного віку почав трудову діяльність на взуттєвій фабриці Петрова (потім — філія № 1 об'єднання «Скороход») у місті Петрограді. Після смерті батька у 1918 році перейшов на взуттєву фабрику «Скороход». Тут здобув кваліфікацію затяжчика, закінчивши організовану на фабриці у 1922 році школу фабрично-заводського навчання.
У 1930 році, коли на фабрику «Скороход» надійшли взуттєві затяжні машини, почався швидкий ріст Сметаніна як фахівця, він став систематично перевиконувати завдання. Склав техмінімум, закінчив технічну школу підвищеного типу, керував передовою бригадою. 21 вересня 1935 роки встановив стахановський рекорд: перетягнув 1400 пар взуття за зміну при нормі 680 пар.  З цього дня почалося поширення стахановського руху в Ленінграді і в легкій промисловості СРСР.
З 1936 року навчався у Промисловій академії.
У 1937—1938 роках — заступник директора, а у 1938—1939 роках — директор Ленінградської взуттєвої фабрики «Скороход».
Член ВКП (б) з 1939 року.
У 1939—1940 роках — заступник народного комісара легкої промисловості СРСР.
З 1940 по 1941 рік навчався у Всесоюзній школі техніків.
Під час німецько-радянської війни з осені 1941 року служив заступником начальника Речового управління Головного управління тилу Червоної армії. Потім працював директором Казанського шкіряно-взуттєвого комбінату, очолював ряд інших підприємств.
З 1962 року — на пенсії у Москві.

## Нагороди та звання
- Герой Соціалістичної Праці (22.09.1975)
- два ордени Леніна (8.12.1935, 22.09.1975)
- орден Трудового Червоного Прапора (20.07.1940)
- медаль «За доблесну працю у Великій Вітчизняній війні 1941—1945 рр.»